# قائمة المباني في دبي
فيما يلي قائمة المباني البارزة في دبي. تمتلك دبي مجموعة متنوعة من المباني والهياكل ذات أنماط معمارية مختلفة. يمكن العثور هنا على العديد من التفسيرات الحديثة للعمارة الإسلامية بسبب ازدهار البناء والابتكار المعماري في العالم العربي بشكل عام، وفي دبي بشكل خاص، بدعم ليس فقط من قبل رواد معماريين وعربيين أو عالميين رائدين. شركات التصميم الهندسي مثل الهاشمي وإيداس، ولكن أيضًا من قبل الشركات الكبرى في نيويورك وشيكاغو في الولايات المتحدة. نتيجة لهذا الازدهار، انتقلت الهندسة المعمارية الإسلامية والعالمية الحديثة إلى مستويات جديدة في تصميم وتكنولوجيا مباني ناطحات السحاب. يوجد في دبي الآن عدد كبير من ناطحات السحاب المكتملة أو الأعلى ارتفاعًا عن 2⁄3 كـم (2,200 قدم)، 1⁄3 كـم (1,100 قدم)، 1⁄4 كـم (820 قدم).

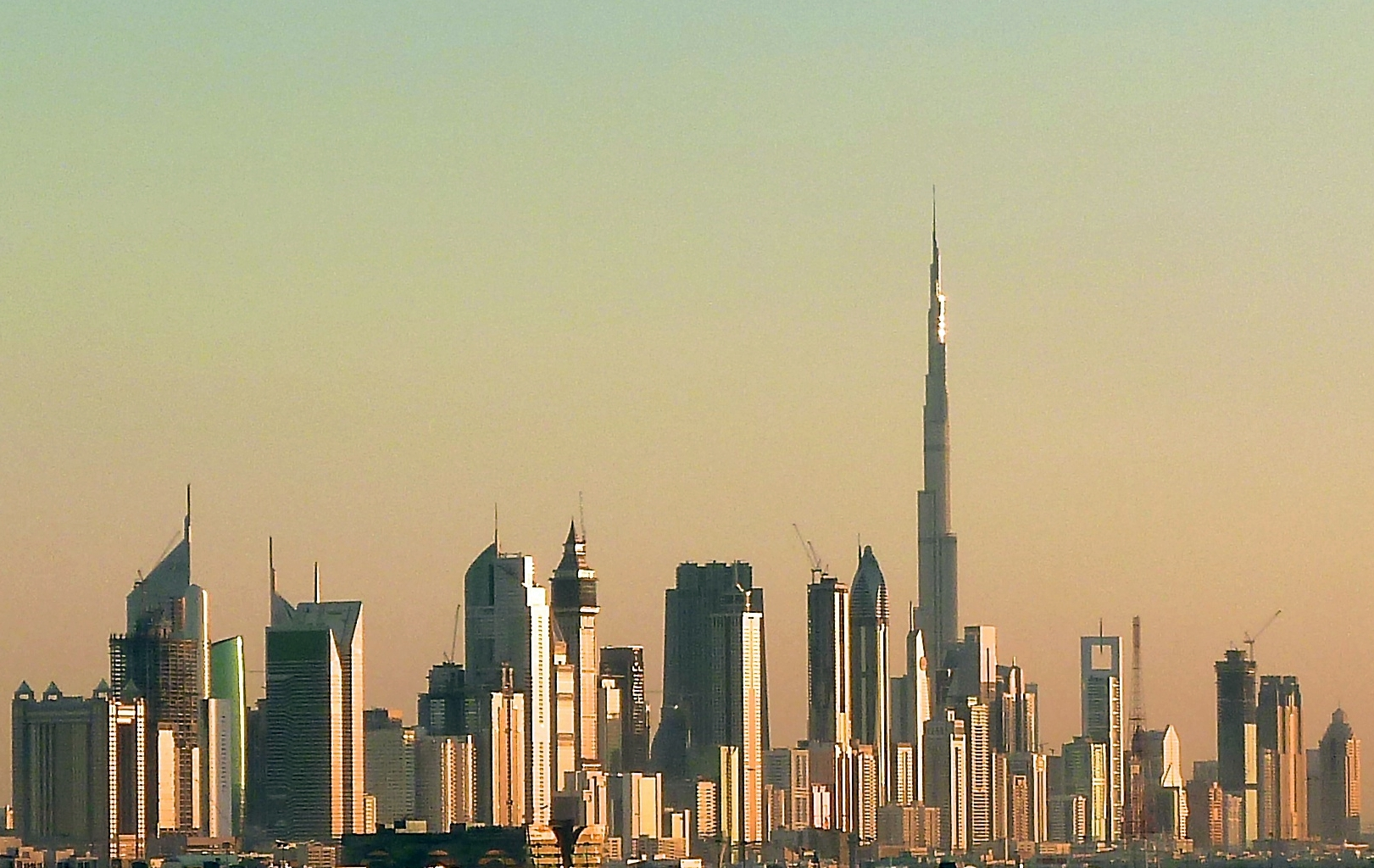
أفق دبي في عام 2010، بعد أشهر قليلة من الانتهاء من برج خليفة

## المباني المكتملة

### النقل
- مطار دبي الدولي- خمس صالات، وأربعة ساحات، وثمانية حظائر، وبرج مراقبة
- مطار آل مكتوم الدولي- صالة واحدة، حظيرة واحدة، برج مراقبة
- مترو دبي - 55 محطة، ثلاثة مستودعات
- ترام دبي - 11 محطة، مستودع واحد
- سكة نخلة جميرا الأحادية - خمس محطات بما في ذلك محطة هجينة/مستودع/مشروع تطوير مرتفع

فندق العنوان داون تاون

### الفنادق
المباني التالية هي فنادق مخصصة.
- ألوفت نخلة الجميرا
- منتجع أنانتارا جزر العالم بدبي
- أنداز باي حياة نخلة جميرا
- فندق أرماني (يقع ضمن برج خليفة)
- أتلانتس، أبراج النخلة رويال
- فندق أتلانتس نخلة الجميرا (دبي)
- منتجع سي سنترال النخلة
- كارلتون داون تاون، الذي يحتل برج فندق أنجسانا
- منتجع سنتارا ميراج بيتش دبي
- منتجع كوت دازور جزر دبي العالمية
- فندق ديوكس ذا بالم، فندق رويال هايداواي
- دوسيت ثاني دبي
- فندق فيرمونت دبي
- فيرمونت النخلة
- فايف نخلة جميرا
- فندق جيفورا (حالياً أطول فندق مخصص في العالم)
- جراند حياة دبي
- فندق حصن حتا
- هيلتون النخلة
- هوليداي إن جزر الديرة
- فندق حياة ريجنسي دبي
- فندق جميرا بيتش
- فندق جميرا أبراج الإمارات، يشغل برج الإمارات الثاني
- جميرا زعبيل سراي
- جيه دبليو ماريوت ماركيز (دبي)
- كمبينسكي مول الإمارات
- مدينة جميرا
- منتجع ماريوت نخلة الجميرا
- إن إتش كوليكشن دبي النخلة
- ون آند أونلي النخلة
- منتجع راديسون بيتش نخلة الجميرا
- فندق راديسون رويال دبي
- رافلز النخلة دبي (غير تابع لـ فنادق ومنتجعات رافلز)
- ذا ريتريت نخلة دبي إم غاليري باي سوفيتل
- ريو دبي
- فندق ريكسوس النخلة
- برج روز
- فندق رويال سنترال النخلة
- شقق سراي
- فندق شانغريلا
- منتجع وسبا سوفيتيل دبي النخلة
- منتجع وسبا تاج إكزوتيكا
- منتجع وسبا تاج إكزوتيكا نخلة الجميرا
- فندق تماني المارينا
- والدورف أستوريا دبى بالم جميرا
- دبليو دبي النخلة
- والدورف أستوريا

### المستشفيات

#### المستشفيات والعيادات التابعة لهيئةهيئة الصحة بدبي(DHA)
- مركز كيرويل الطبي (عيادات كيرويل قرية جميرا الدائرية)
- مستشفى أرمادا، أبراج بحيرة الجميرا، أبراج أرمادا، أرمادا القابضة (خاص)
- مستشفيات أستر (المنخول، القصيص)
- مستشفى برجيل للجراحة المتقدمة، دبي (خاص)
- مستشفى دبي، (هيئة الصحة بدبي)
- مستشفى الإمارات جميرا، دبي (خاص)
- مستشفى كينجز كوليدج، دبي (خاص)
- مستشفى ميديكلينيك ويلكير دبي (ميديكلينيك إنترناشونال)
- مستشفى ميديكلينيك بارك فيو (ميديكلينيك إنترناشونال)
- مستشفى ميديور 24 × 7، دبي (خاص)
- المستشفى الرئيسي، دبي (خاص)
- مستشفى راشد (هيئة الصحة بدبي)
- المستشفى السعودي الألماني دبي، دبي (خاص)
- مستشفيات زليخة، النهدة، دبي

#### المستشفيات والعيادات التابعة لهيئةمدينة دبي الطبية(DHCC)
- مركز الدكتور سليمان الحبيب الطبي
- ميديكلينيك مستشفى المدينة (ميديكلينيك إنترناشونال)
- مستشفى مورفيلدز دبي للعيون (تابع لـ مستشفى مورفيلدز للعيون في لندن)
- مركز كليمنصو الطبي - دبي (تابع لمركز كليمنصو الطبي الدولي)
- المستشفى الإيراني في دبي

## التطورات
- مرسى دبي

## المساجد

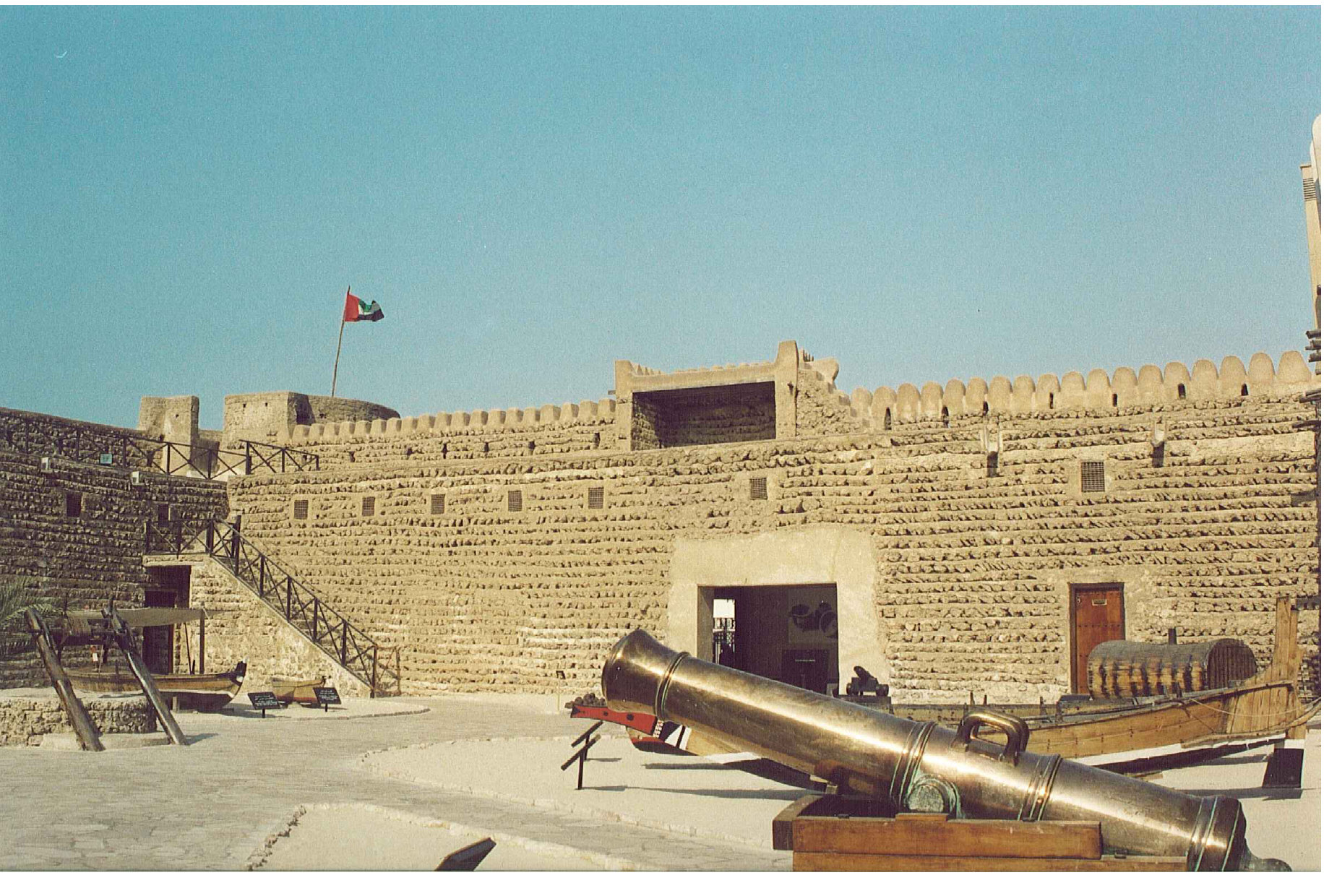
الفناء في متحف دبي

- مسجد ومركز الفاروق عمر بن الخطاب
- مسجد دبي الكبير
- مأتم الكراشية (دبي)
- المسجد الإيراني (السطوة)
- مسجد جميرا
- مسجد الرحيم

### المتاحف والمعالم السياحية

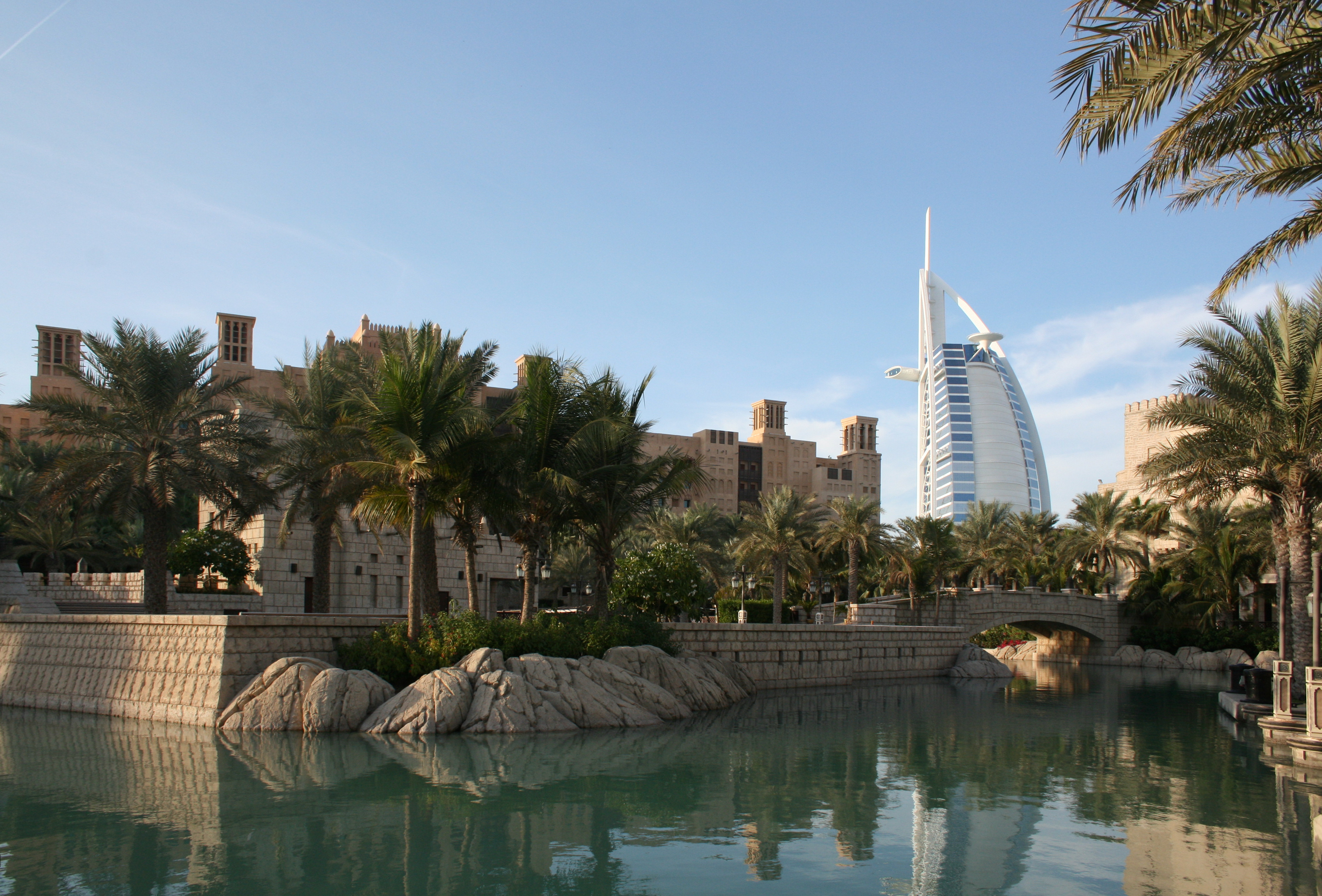
إطلالة على مدينة جميرا

- المدرسة الأحمدية
- متحف دبي للصور المتحركة
- متحف دبي
- متحف الاتحاد
- متحف المستقبل
- الكوكب الأخضر (دبي)
- بيت الشيخ سعيد آل مكتوم
- متحف صلصالي الخاص
- بيت الشيخ عبيد بن ثاني
- المنجم

### المنتجعات

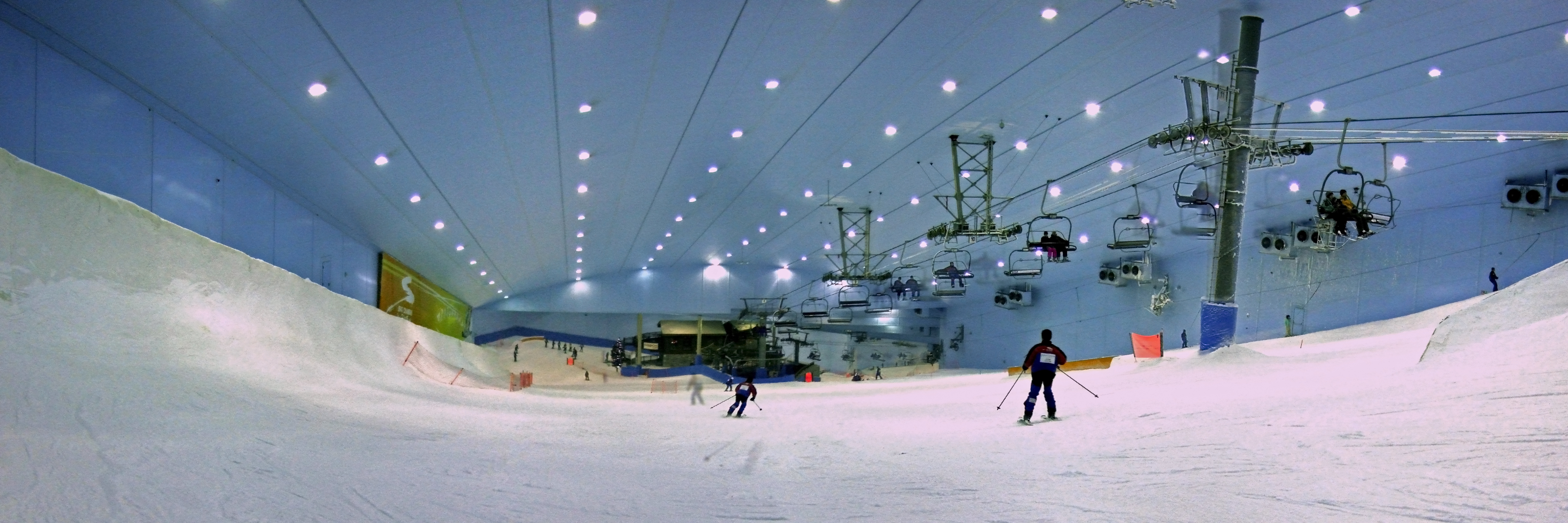
أحد منحدرات التزلج الداخلية في سكاي دبي

- فندق أتلانتس نخلة الجميرا (دبي)
- نخلة ديرة
- دبي باركس آند ريزورتس
- جميرا زعبيل سراي
- مدينة جميرا
- عظمة النخيل
- جزر النخيل
- نخلة جبل علي
- سكاي دبي

### المطاعم
- النادي الإيراني في دبي
- مطعم روستار العائم
- فيري

### المدارس
- مدرسة الأمين
- أكاديمية المزهر الأمريكية
- مدرسة الوحدة العربية
- مدرسة البراعم العامة، دبي
- مدرسة كلاريون
- كلية دبي للتخاطب باللغة الإنجليزية
- أكاديمية دبي الدولية
- مدرسة دبي الدولية
- مدرسة دبي الثانوية الحديثة
- مدرسة دبي الوطنية، البرشاء
- مدرسة دبي الوطنية، الطوار
- مدرسة علماء دبي الخاصة
- مدرسة الإمارات الدولية
- كلية دبي الإنجليزية
- مدرسة اللغة الإنجليزية، دبي
- أكاديمية جيمس العالمية
- مدرسة جرينفيلد المجتمعية
- مدرسة جرينوود الدولية
- مدرسة الخليج الهندية الثانوية
- المدرسة الثانوية الهندية، دبي
- مدرسة جميرا للبكالوريا
- كلية الجميرا
- مدرسة جميرا الإنكليزية
- مدرسة لطيفة للبنات
- المدرسة الهندية النموذجية الجديدة
- مدرسة لطيفة للبنات
- مدرسة الرشيد للبنين
- مدرسة مريم الكاثوليكية الثانوية، دبي، الإمارات العربية المتحدة

#### الجامعات والكليات
- مدينة دبي الأكاديمية العالمية
- جامعة الفلاح
- جامعة الغرير
- الجامعة الأمريكية في دبي
- الجامعة الأمريكية في الإمارات
- معهد بيرلا للتكنولوجيا والعلوم، بيلاني – حرم دبي
- الجامعة البريطانية في دبي
- الجامعة الكندية في دبي
- كلية دبي الطبية
- كلية دبي للطلاب
- كلية دبي للصيدلة
- كلية دبي لطب الأسنان
- كلية محمد بن راشد للإدارة الحكومية
- إنجيكون دبي
- كلية محمد بن راشد للإدارة الحكومية
- جامعة حمدان بن محمد الإلكترونية
- كلية التجارة الدولية هولت
- جامعة هيريوت وات بدبي
- كلية الآفاق الدولية
- جامعة المهاتما غاندي
- جامعة مانيبال دبي
- جامعة مردوخ دبي
- معهد روتشستر للتكنولوجيا (دبي)
- جامعة القديس يوسف - دبي
- جامعة سانت بطرسبورغ الحكومية الاقتصادية (فرع دبي)
- معهد الشهيد ذو الفقار علي بوتو للعلوم والتكنولوجيا

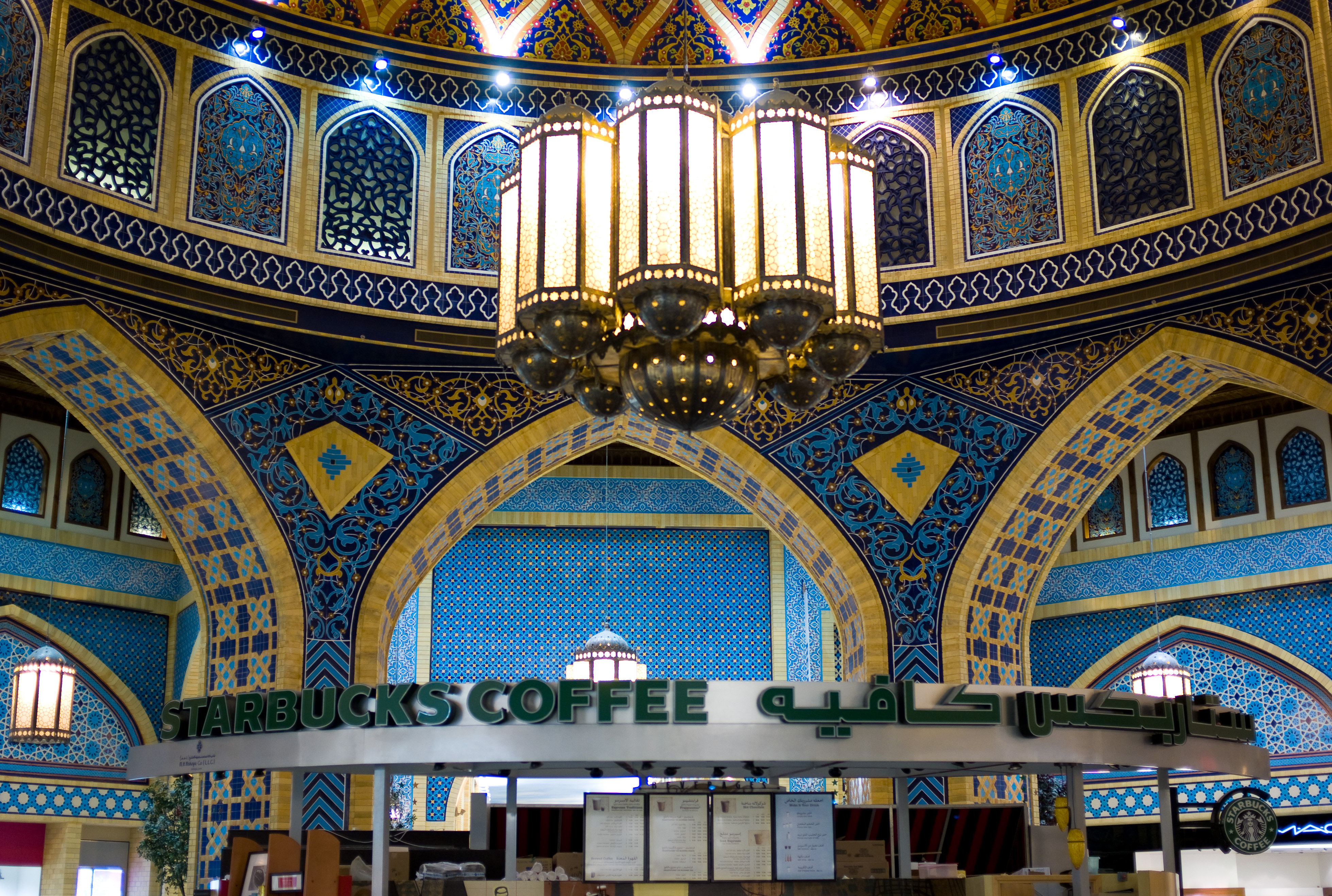
الردهة الفارسية في ابن بطوطة مول

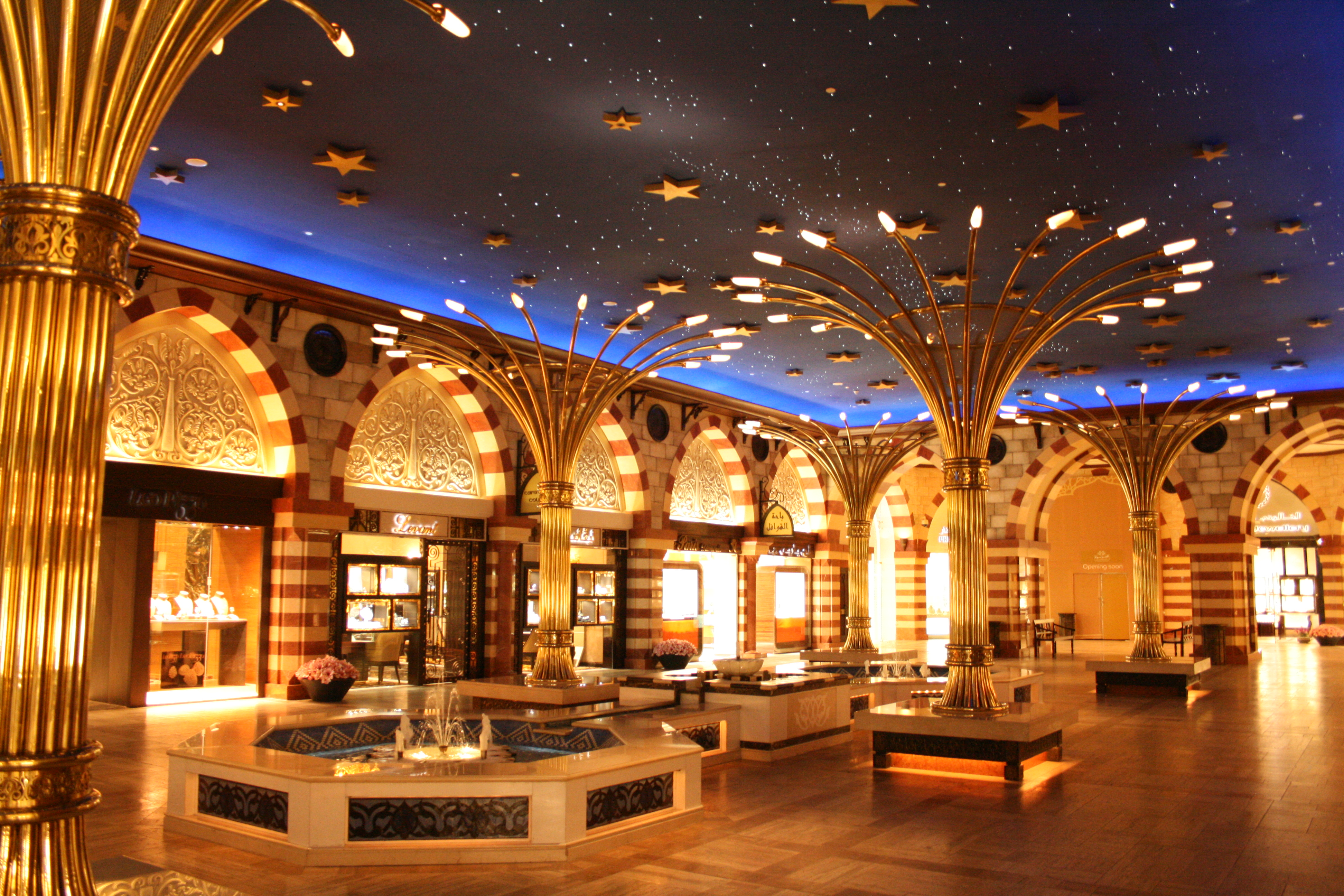
سوق الذهب في دبي مول

- جامعة مودول دبي
- جامعة دبي
- جامعة ولونغونغ في دبي
- جامعة زايد

### مراكز التسوق
- المركز العربي
- برجمان
- المعيصم سيتي سنتر
- ديرة سيتي سنتر
- سيتي سنتر مردف
- سوق التنين
- دبي فيستيفال سيتي
- دبي مارينا مول
- دبي أوتليت مول
- مول ابن بطوطة
- مول العرب (دبي)
- مول الإمارات
- مول العالم
- مركز ميركاتو للتسوق
- مدينة محمد بن راشد
- دبي مول
- مجمع وافي
- الممشى (جميرا بيتش ريزيدنس)

### ناطحات السحاب
- برج أرينكو
- فندق العنوان داون تاون
- بوليفارد
- أبراج بحيرة جميرا
- برج العطار التجاري
- برج الحكمة
- برج السلام تيكوم
- برج اليعقوب
- برج الماس
- برج الأنارة
- أبراج أرمادا
- باي سنترال
- بوليفارد بلازا
- روزوود دبي
- فندق برج العرب (دبي)
- برج السلام
- برج جميرا
- برج خليفة
- برج فيستا
- برج 2020
- أبراج الأعمال المركزية (مبنيان شاهقان)

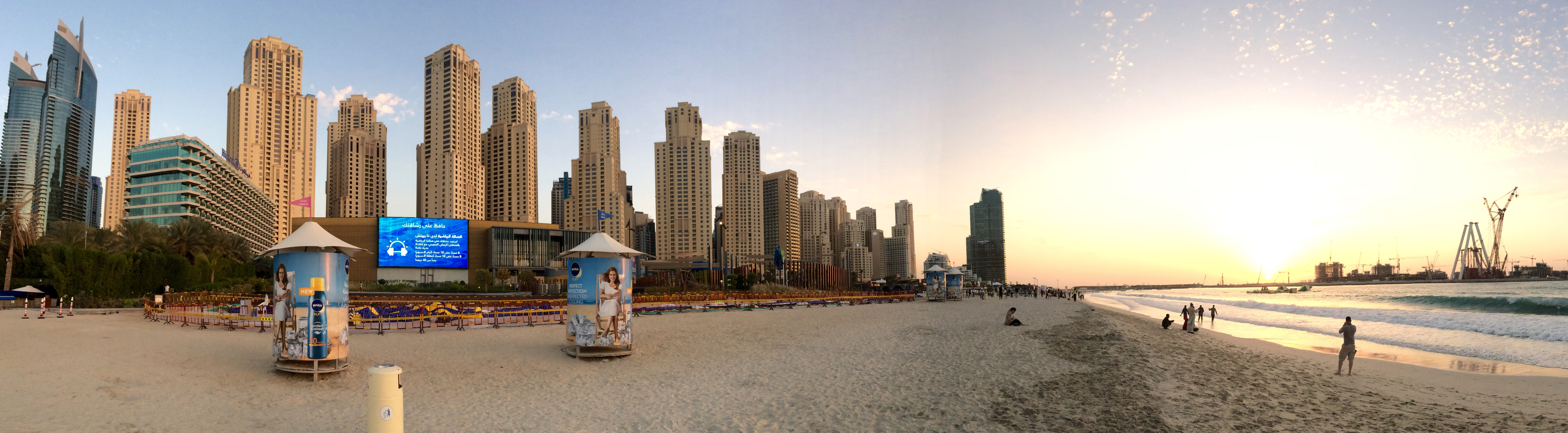
مساكن شاطئ جميرا هو مشروع سكني يضم 40 برجًا، منها 35 برجًا سكنيًا و5 فنادق.

برج العرب

- برج تشيلسي
- برج الكونكورد
- كونراد دبي
- وسط مدينة دبي
- برج الأحلام، دبي
- فندق ماريوت هاربر دبي
- ميدان مدينة دبي
- برج إندكس
- برج دبي ون
- لؤلؤة دبي
- البرج الأزرق
- مركز دبي التجاري العالمي
- برج دجى
- فندق دوسيت ثاني
- برج مكاتب الإمارات
- أبراج الإمارات
- برج الانتصار
- الأبراج التنفيذية
- ثروة آراميس
- فور بوينتس باي شيراتون
- فندق جيفورا
- برج جراند بوليفارد
- برج HHHR
- الفهرس (دبي)
- خليج ايريس (دبي)
- ضباب القزحية
- جميرا الخور
- أبراج بحيرة جميرا
- مساكن شاطئ جميرا (40 مبنى شاهق)
- مركز جميرا للأعمال 1
- أبراج مركز جميرا للأعمال
- جيه دبليو ماريوت ماركيز (دبي)
- برج خالد العطار 2
- أبراج ليك شور
- برج المنارة
- مرتفعات ليوا
- مارينا 106
- مدينة دبي البحرية
- مارينا سكيب
- مركز مزايا للأعمال
- برج مراس
- برج النخيل
- بنك دبي الوطني
- O-14 (دبي)
- سكن O2
- خليج أوبروي التجاري
- البرج الواحد
- أورا مارينا
- البلاديوم (دبي)
- برج النخلة
- برج بارك لين (دبي)
- بارك بليس (دبي)
- المساكن
- برج رولكس
- برج روز
- برج سابا 1
- برج سابا 4
- فندق شانغريلا (دبي)
- برج شيفيلد
- الأبراج المميزة
- حدائق السماء
- برج خور دبي
- أبراج تيارا المتحدة
- النخيل مول دبي
- البرج في ميناء خور دبي[3][4]
- برج الرؤية
- فو دي لاك
- مقر مركز التجارة العالمي

#### فنادق ناطحات السحاب
- فنادق وأجنحة كارلتون
- فندق أتلانتس نخلة الجميرا (دبي)
- برج العرب
- برج خليفة
- برج سيل
- أبراج الإمارات
- فور بوينتس شيراتون (دبي)
- فندق جيفورا
- جروسفينور هاوس (دبي)
- فندق جميرا أبراج الإمارات
- جيه دبليو ماريوت ماركيز (دبي)
- مارينا 101
- فندق ومساكن باراماونت تاور
- برج روز
- فندق شانغريلا (دبي)
- فندق تماني المارينا
- فندق وبرج ترامب الدولي (دبي)

#### ناطحات السحاب السكنية

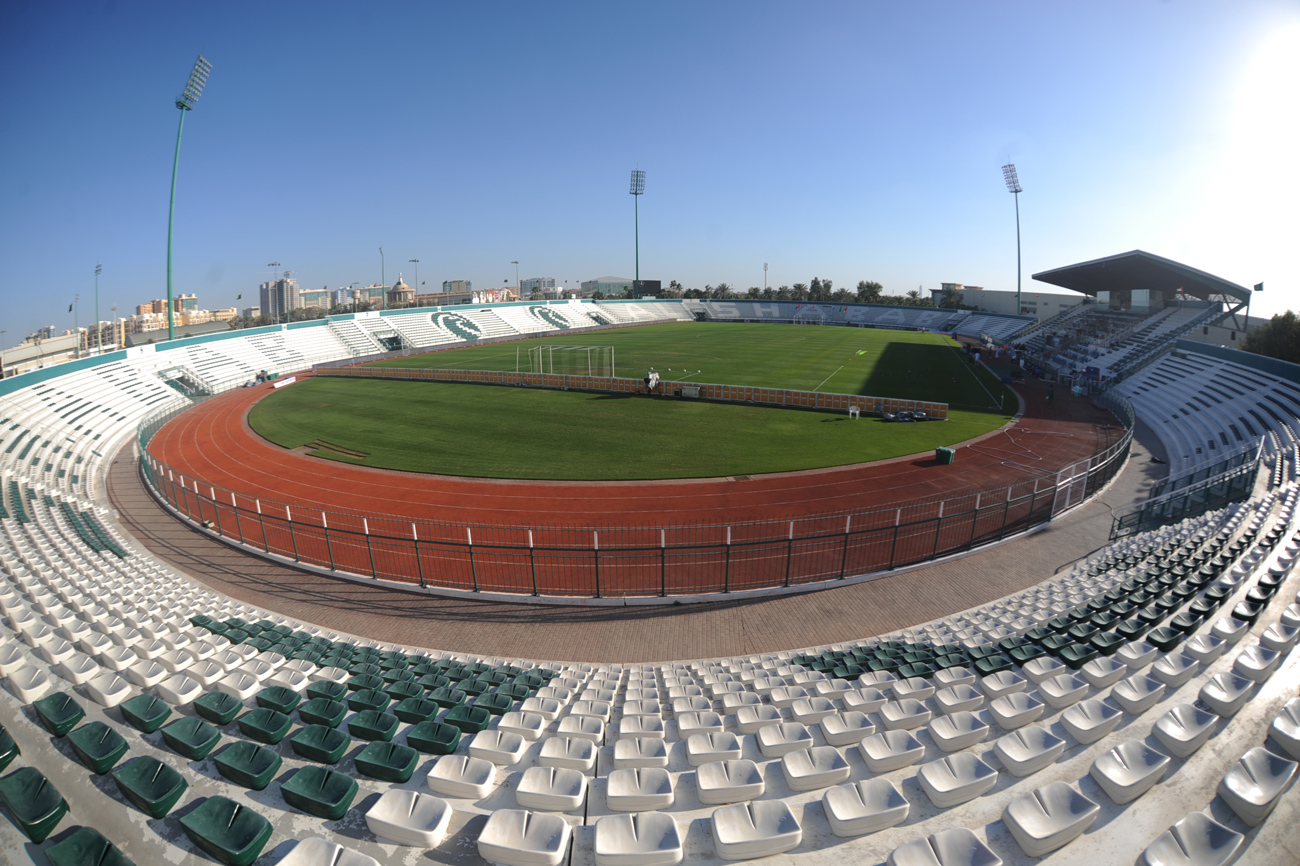
استاد مكتوم بن راشد آل مكتوم

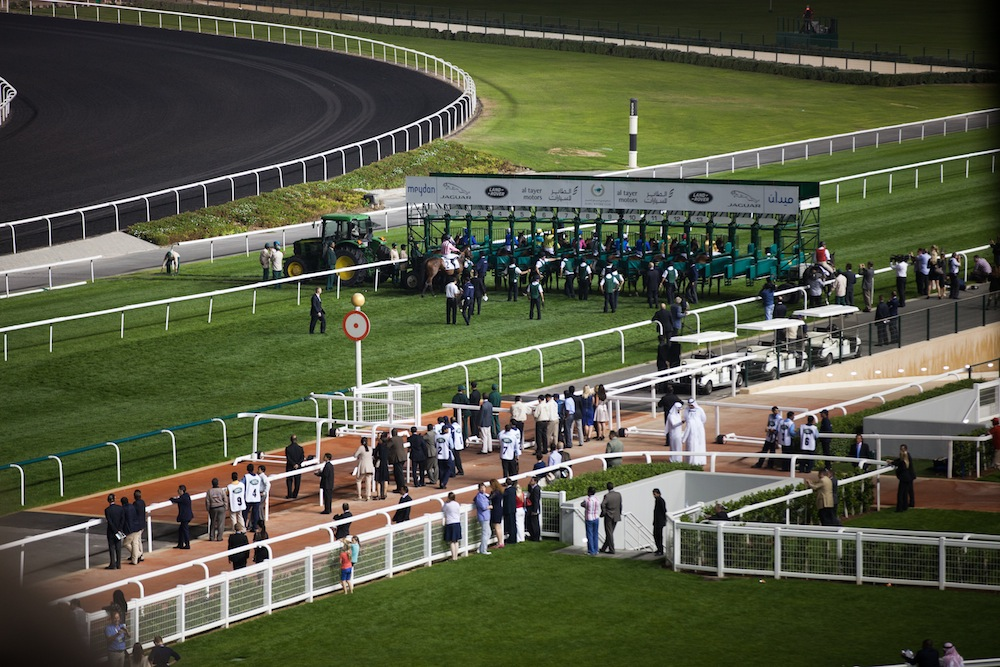
مضمار ميدان

- برج القرن الحادي والعشرين
- 23 مارينا
- فندق العنوان داون تاون
- أبراج الفتان مارين
- برج متاهة الرستماني
- أبراج السيف
- برج الطاير
- فنادق وأجنحة كارلتون
- برج خليفة
- برج كيان
- أبراج سنترال بارك
- داماك هايتس
- داماك ميزون-باراماونت تاور 1
- داماك ميزون-باراماونت تاور 2
- داماك ميزون-باراماونت تاور 3
- فندق وريزيدنس داماك باراماونت
- برج دبي ون
- إيليت ريزيدنس
- أبراج النخبة
- تاج الإمارات
- جروسفينور هاوس (دبي)
- مارينا 1
- مارينا 101
- مارينا بيناكل
- برج الشعلة
- برج الألفية (دبي)
- ناطحة سحاب متحركة
- مرتفعات المحيط (دبي)
- بنتومينيوم
- برج الأميرة
- برج سما
- برج سلافة
- فندق تماني المارينا
- برج خور دبي
- أبراج أوبورا

### الملاعب الرياضية
- ملعب دبي لكرة المضرب
- ملعب دبي الدولي للكريكت
- مدينة دبي الرياضية
- دبي أوتودروم
- دبي أوتودروم
- ملعب دبي الدولي للكريكت
- نادي الإمارات للجولف
- مجمع حمدان الرياضي
- ملعب أكاديمية أي سي سي
- النادي الإيراني في دبي
- ملاعب الجميره للغولف
- استاد آل مكتوم[5]
- استاد مكتوم بن راشد آل مكتوم
- ملعب نادي ضباط الشرطة
- مضمار ميدان لسباق الخيل
- ملعب نادي ضباط الشرطة
- ملعب الرشيد
- استاد ذا سيفنز
- ملعب زعبيل

#### مدينة دبي الرياضية

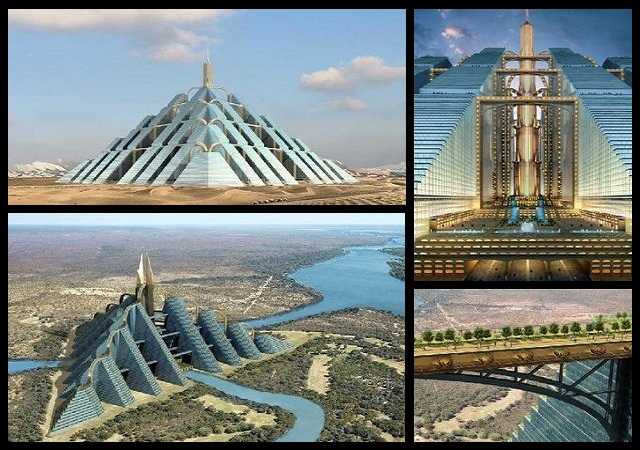
هرم زقورة، دبي

- مدينة دبي الرياضية
  - ملعب أكاديمية أي سي سي
  - ملعب دبي الدولي للكريكت

## المباني قيد الإنشاء
- عين دبي
- مدينة الحبتور
- برج الحكمة
- مطار آل مكتوم الدولي
- وسط مدينة دبي
- واجهة دبي البحرية
- برج دجى
- آي إم جي عالم من المغامرات
- جميرا جاردن سيتي
- مارينا 101
- مارينا 106
- مركز مزايا للأعمال
- مدينة محمد بن راشد
- جزر النخيل
- نخلة جبل علي
- دبي لاند
- دبي أف1-أكس

## المباني المقترحة
- أبراج الفتان مارين
- البوادي
- مول العرب (دبي)
- مكتبة الشيخ محمد بن راشد
- قاعدة جبل علي الجوية البحرية
- مول العرب (دبي)
- جزيرة السعديات
- جزر العالم
- هرم زقورة، دبي – هرم معماري على شكل هرم، تم تصميمه لدبي عام 2008. ومن المقدر أن يبدأ البناء في عام 2021، وسيتم الانتهاء منه بحلول عام 2028.

## المباني الملغاة

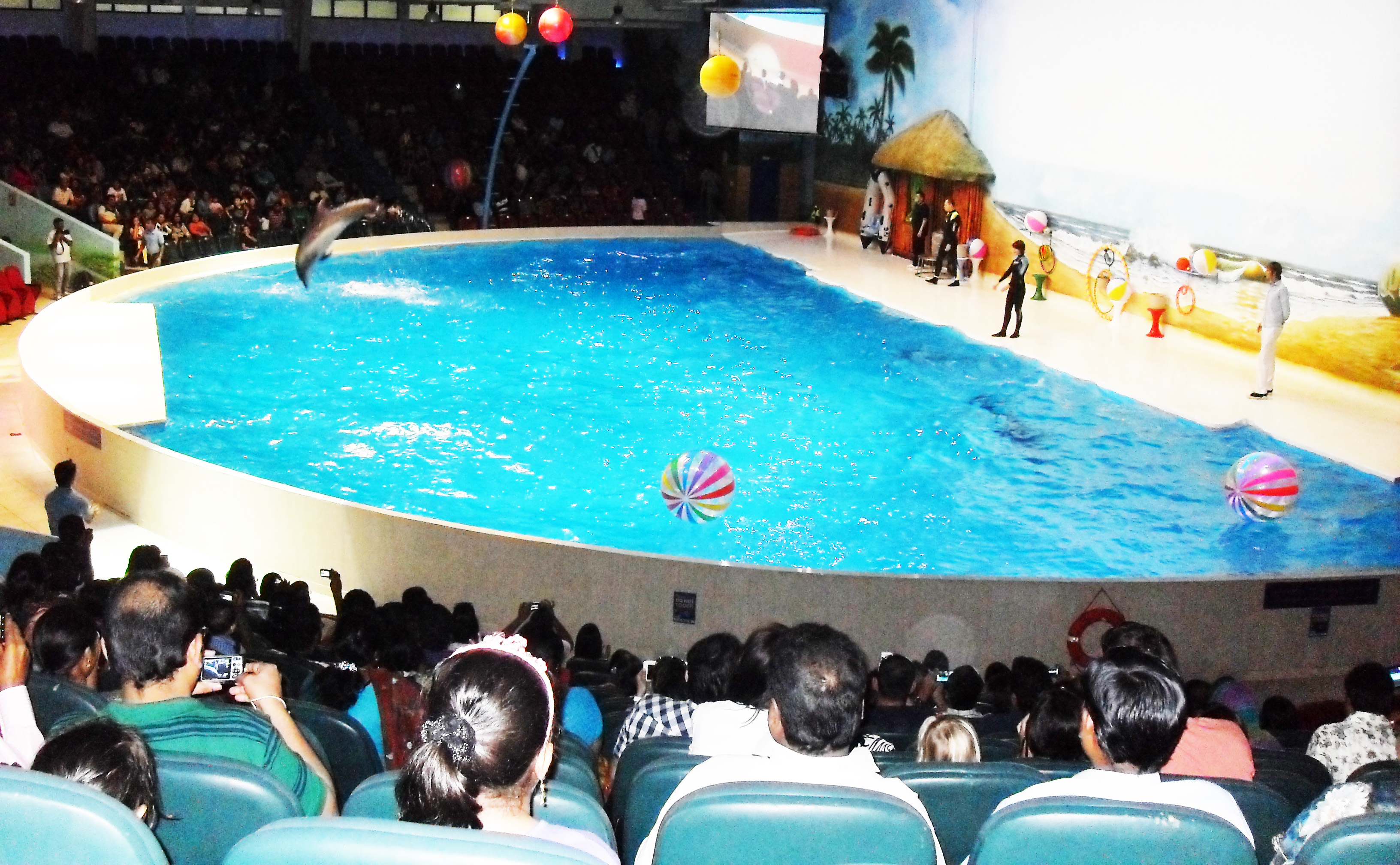
عرض الدلافين في دبي دولفيناريوم

- برج العلم
- لؤلؤة دبي
- برج المنارة
- برج النخيل
- فندق وبرج ترامب الدولي (دبي)

## متنوعة
- برج السحاب 2 – برج سكني مكون من 44 طابقاً يشكل جزءاً من مجمع أبراج السحاب في مرسي دبي في دبي. تم الانتهاء من بناء برج السحاب 2 في عام 2004.[6]
- برج B2B – برج مكون من 20 طابقاً في الخليج التجاري في دبي، الإمارات العربية المتحدة.
- غرفة تجارة وصناعة دبي
- برج الساعة في ديرة
- أبراج بوابة الصحراء- البرجان التوأمان اللذان كانا يحيطان بمدخل منطقة البوادي في دبي لاند
- برج خور دبي
- دبي دولفيناريوم
- أحواض دبي الجافة
- مدينة دبي العالمية – هندسة معمارية ذات طابع ريفي للمساكن والأعمال والمعالم السياحية، تمتد على مساحة 800 هكتار (8 ملايين)ن متر مربع).
- مركز دبي الدولي للمؤتمرات
- مركز دبي المالي العالمي
- مدينة دبي للإنترنت
- مدينة دبي الأكاديمية العالمية
- دار دبي للأوبرا
- مجمع دبي للعلوم
- واحة دبي للسيليكون
- معهد الإمارات للدراسات المصرفية والمالية
- قرية حتا التراثية
- قرية التراث والغوص
- المعبد الهندوسي في دبي
- أبراج بحيرة الجميرا
- مجلس غرفة أم الشيف – مبنى محفوظ تم بناؤه عام 1955 وكان منزلاً للشيخ راشد بن سعيد آل مكتوم، حيث كان يقضي فترات بعد الظهر خلال فصل الصيف
- مرسى دبي
- مركز دبي
- ون بيزنس باي
- برج أونتاريو – برج مكون من 29 طابقاً قامت شركة روز هومز للاستثمارات بتطويره في الخليج التجاري في دبي. تم الانتهاء من بناء برج أونتاريو في عام 2011.
- برج ريجال – برج مكون من 33 طابقاً تم تطويره بواسطة تعمير ويقع في الخليج التجاري، دبي.
- مركز الشيخ محمد بن راشد آل مكتوم للتواصل الحضاري
- تشكيل دبي

## المعرض

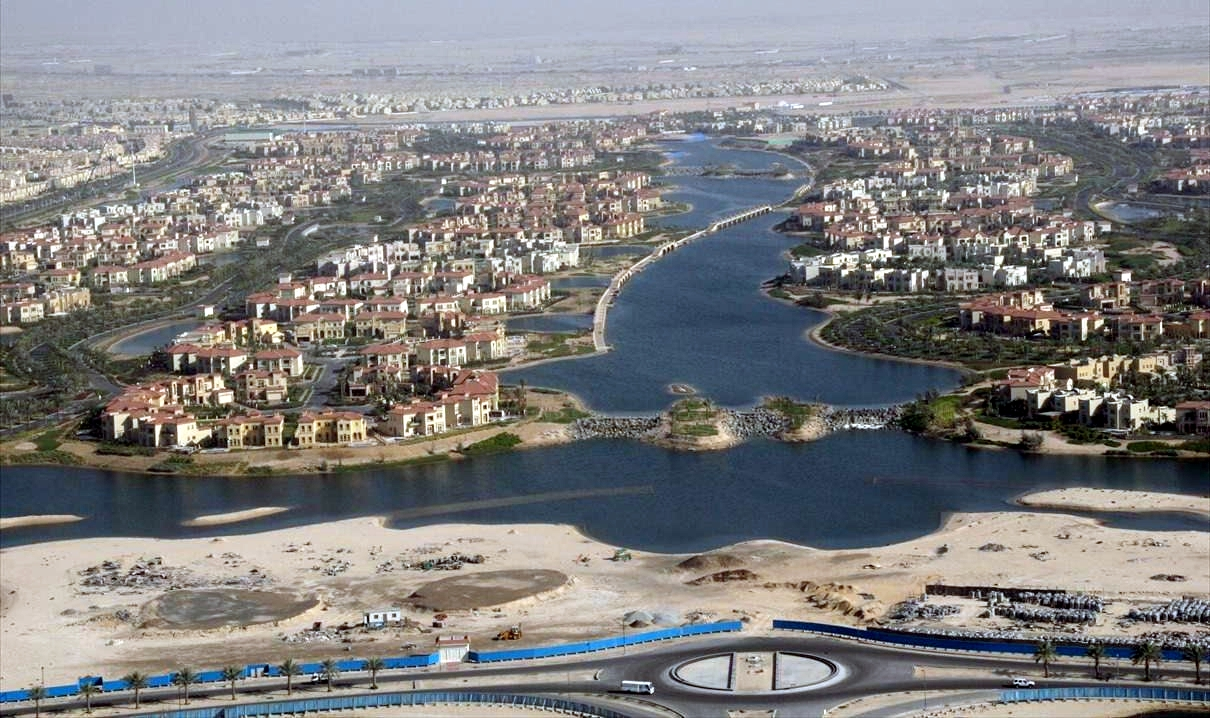
جزر جميرا

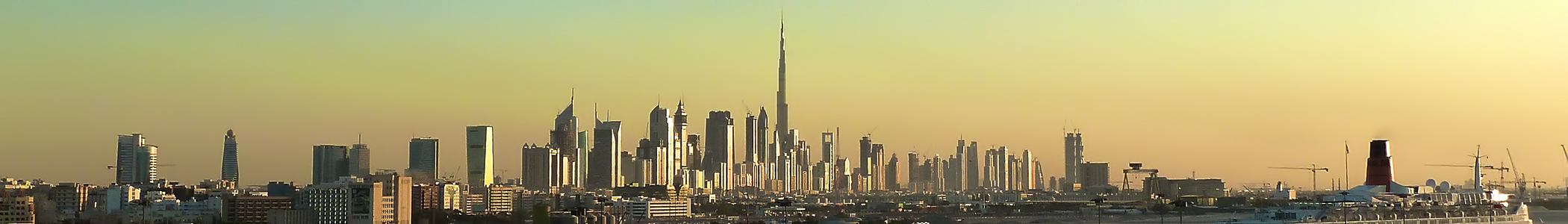
أفق دبي في يونيو 2013

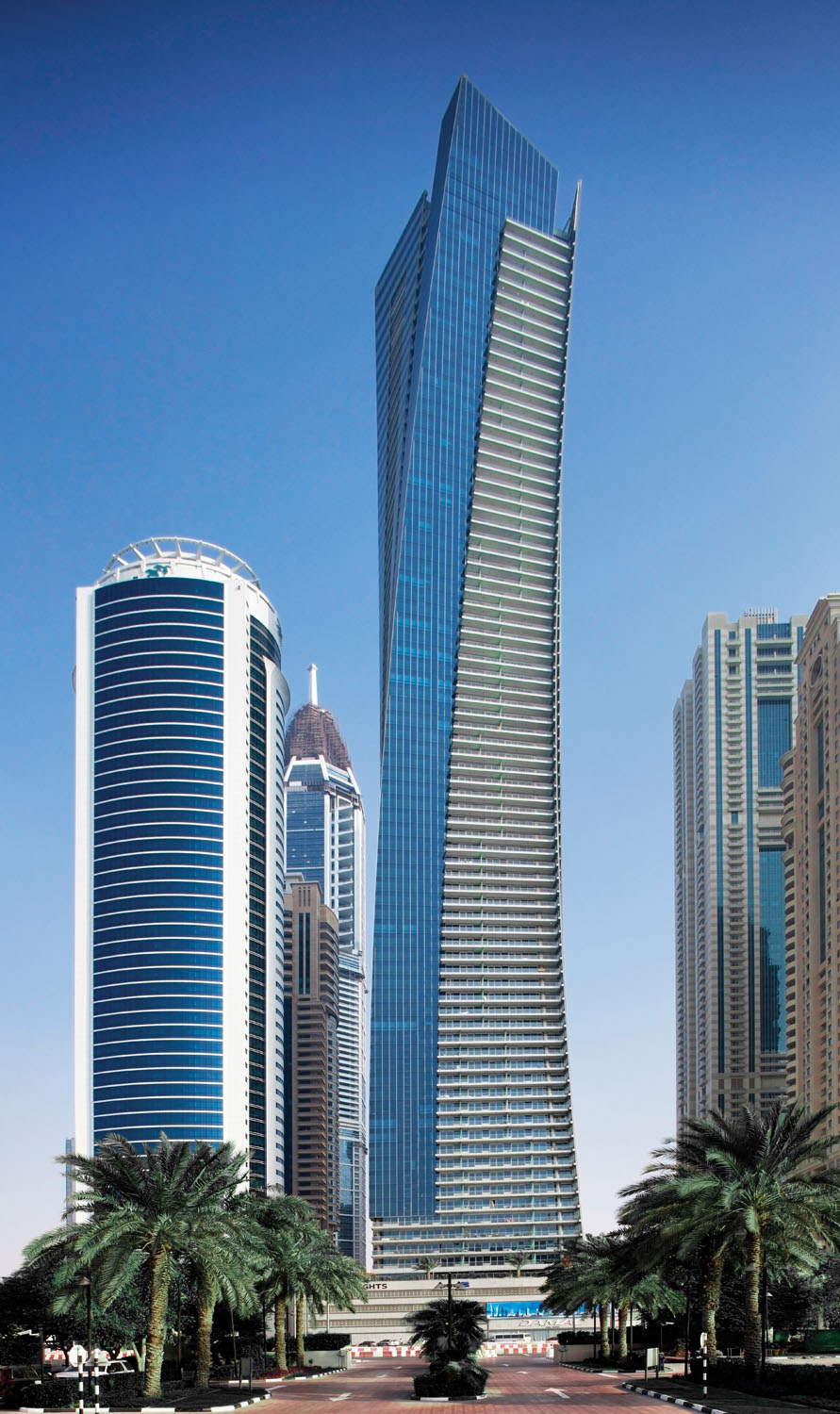
برج أوشين هايتس

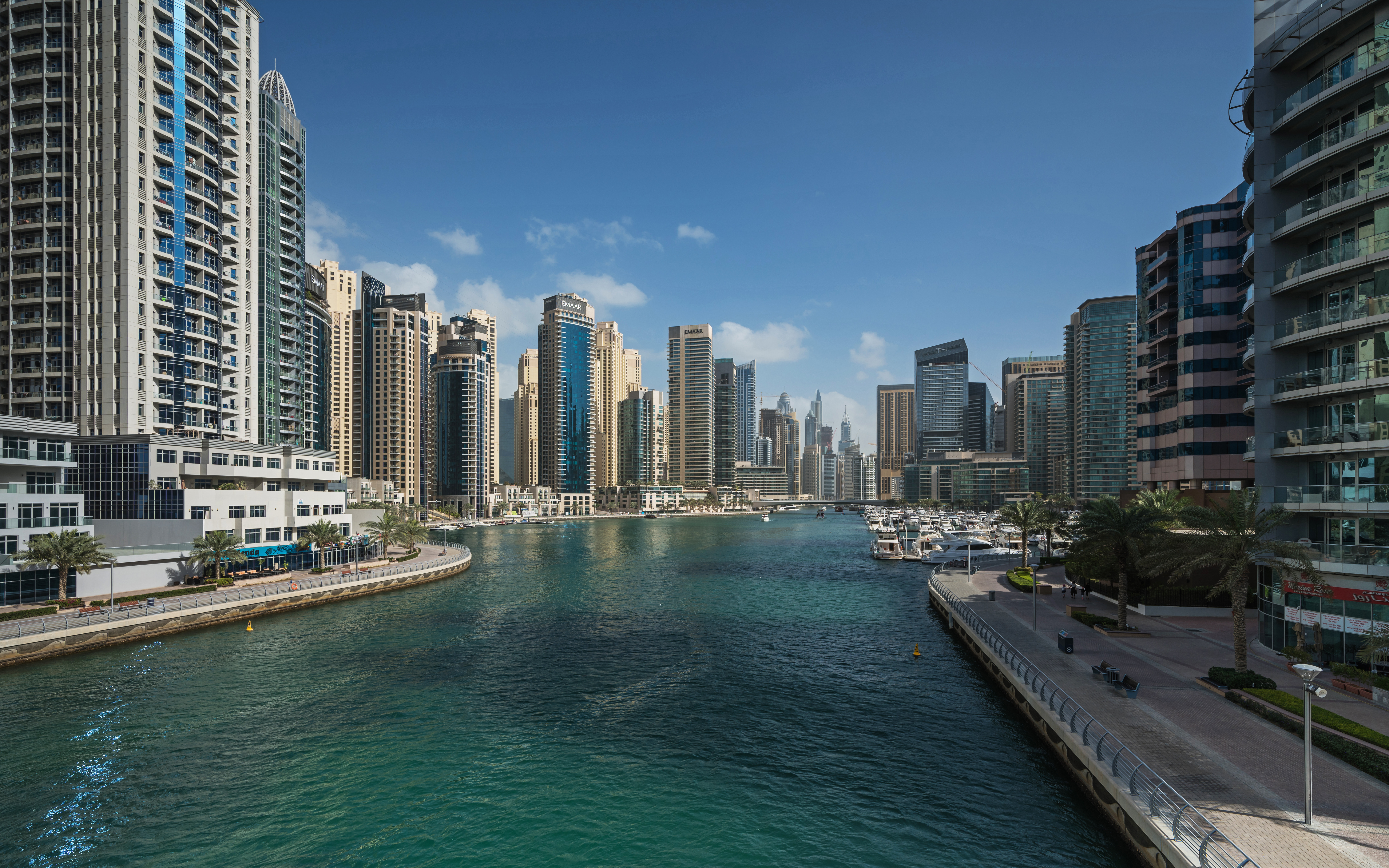
المباني في منطقة مرسى دبي
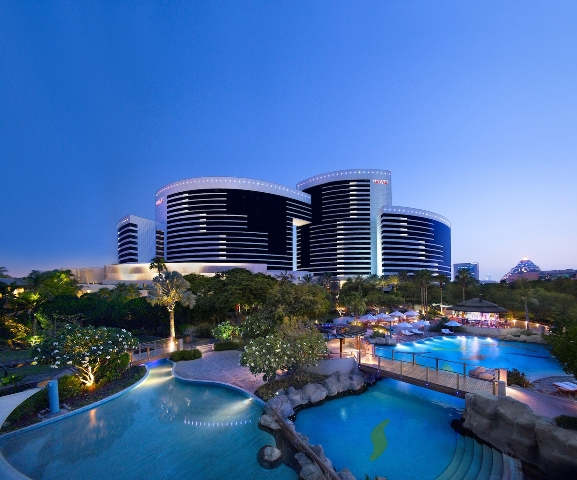
جراند حياة دبي

## روابط خارجية
- Propsearch.ae - بوابة عقارات في دبي تتضمن قاعدة بيانات شاملة إلى حد ما للعقارات في المدينة
- CTBUH - خبراء ناطحات السحاب في العالم، مع قاعدة بيانات شاملة أخرى
- SkyscraperPage - قاعدة بيانات من صنع قاعدة المعجبين تحتوي على رسومات مقياسية لمعظم المباني